# Ommata giuglarisi
Ommata giuglarisi là một loài bọ cánh cứng trong họ Cerambycidae.